# چیپوکا
چیپوکا (به لاتین: Chipoka) یک شهر در مالاوی است که در بخش سالیما واقع شده‌است.

## خصوصیات
چیپوکا ۵٬۱۳۲ نفر جمعیت دارد.